# Wappen der Gemeinde Moosinning
Das Wappen der Gemeinde Moosinning ist seit dem 20. Oktober 1950 neben der Flagge das offizielle Hoheitszeichen von Moosinning. 

## Blasonierung
„In Blau gekreuzt ein silberner Schlüssel und ein silberner Palmzweig.“

## Geschichte
Das Wappen wurde vom Münchner Heraldiker Emil Werz gestaltet.
Das Wappen wurde auf Grundlage der rund 800-jährigen Verbindung von Moosinning mit dem Reichsstift St. Emmeram in Regensburg gestaltet. Moosinning war Propstei des Klosters, wird als Besitz von St. Emmeram erstmals 1031 urkundlich erwähnt und teilte mit dem Reichsstift die Geschicke bis zu dessen Aufhebung anlässlich der Säkularisation. Deshalb wurden die Sinnbilder dieser Grundherrschaft in das neue Gemeindewappen übernommen. So wurden Schlüssel und Palmzweig übernommen, die sich bereits auf Siegeln des Benediktinerstiftes aus dem Jahre 1358 finden.
Um eine Verwechslung mit dem Klosterwappen jedoch auszuschließen, änderte man die Anordnung der Symbole. Waren die beiden Figuren im Klosterwappen nebeneinander angeordnet, sind sie im Gemeindewappen gekreuzt dargestellt. Des Weiteren wurde die Farbgebung von Rot-Weiß auf Blau-Weiß geändert. Man bezog sich bei der neuen Farbwahl auf die Zugehörigkeit zum Freistaat Bayern.
Über dem Wappen wird durch die Jahreszahl 1031 die Ersterwähnung des Ortes angegeben. Diese Zahl ist aber nur im Dienstsiegel gebräuchlich.
Das Bayerische Staatsministerium des Innern genehmigte mit Beschluss vom 20. Oktober 1950 die Führung des Wappens durch die Gemeinde.